# Acasta tzetlini
Acasta tzetlini is een zeepokkensoort uit de familie van de Balanidae.